# 경주 불국사 삼층석탑 사리장엄구
불국사 삼층석탑 사리장엄구(佛國寺 三層石塔 舍利莊嚴具)는 1966년 10월 대한민국 경주 불국사의 석탑을 보수하기 위해 해체했을 때 탑 내부 사리 봉안을 위한 공간에서 발견된, 남북국 시대 신라의 유물이다. 1967년 9월19일 대한민국의 국보 제126호로 지정되었다.

## 개요
1966년 10월 경주 불국사의 석탑을 보수하기 위해 해체했을 때 탑 내부에 사리봉안을 위한 공간에서 발견된 유물들이다.
중심부에 놓여졌던 사리외함과 함께 안에는 알형으로 생긴 은제의 사리 내·외합과 금동사리합, 무구정광대다라니경, 각종 구슬과 함께 있었다. 사리함의 주위에는 청동제비천상과 동경, 목탑, 경옥제곡옥, 구슬, 향목 등이 놓여있었다. 사리함의 바깥 기단부 바닥에서는 비단에 쌓인 종이 뭉치가 발견되었는데, 종이가 한데 뭉쳐져 글의 내용은 알 수 없다.
사리외함은 4면에 덩굴 무늬를 좌우대칭의 모양으로 뚫어 새겼으며, 몸체를 받치고 있는 기단부도 무늬를 뚫어 새겼다. 지붕 위에는 덩굴무늬를 새기고 지붕 꼭대기, 모서리, 지붕 마루에는 연꽃으로 장식하였다. 지붕 끝에는 나뭇잎모양의 장식을 달아놓았다. 안정된 각부 비례와 정제된 모습으로 지금까지 발견된 신라 사리합 중에서 가장 세련된 작품이다.
은제 사리내·외합은 계란 모양으로 은으로 도금하였으며, 화려한 연꽃무늬와 작은 동그라미를 찍어 만든 어자문(魚子文, 물고기알 무늬)으로 장식하였다(고려시대 제작하여 추가 봉인됨).
금동 방형사리합은 앞·뒷면에 탑을 중심으로 양옆에 보살이 있는 모습과, 옆면에 인왕상을 선각(線刻)하였다. 뚜껑에는 3층 탑 모양의 작은 꼭지가 있으며 합 속에는 향나무로 깎은 작은 사리병이 들어있었다.
현재까지 알려진 세계 최고의 목판 인쇄본인 『무구정광대다라니경』은 8세기 중엽에 간행된 것으로, 너비 약 6.65cm, 전체길이 약 641.9cm 되는 곳에 1행 8∼9자의 다라니경문을 두루마리 형식으로 적어 놓은 것이다. 발견 당시 부식되고 산화되어 결실된 부분이 있었는데 20여 년 사이 더욱 심해져 1989년 대대적으로 수리 보강하였다. 불경이 봉안된 불국사삼층석탑은 751년 불국사가 중창될 때 세워졌으므로, 이 경은 그 무렵 혹은 이전에 간행된 것으로 추정된다. 또한 무구정광대다라니경 본문 가운데 중국 당나라 측천무후의 집권 당시에 쓸 수 없던 글자가 발견되고, 신라 닥종이와 신라 먹을 사용하였고, "정광"이라는 한자 글씨는 경주 구황동 3층석탑에서 발견된 사리함 유물과 똑같은 신라 글씨체로, 간행 연대를 751년 혹은 그 이전으로 추정할 수 있게 해준다.

## 사진

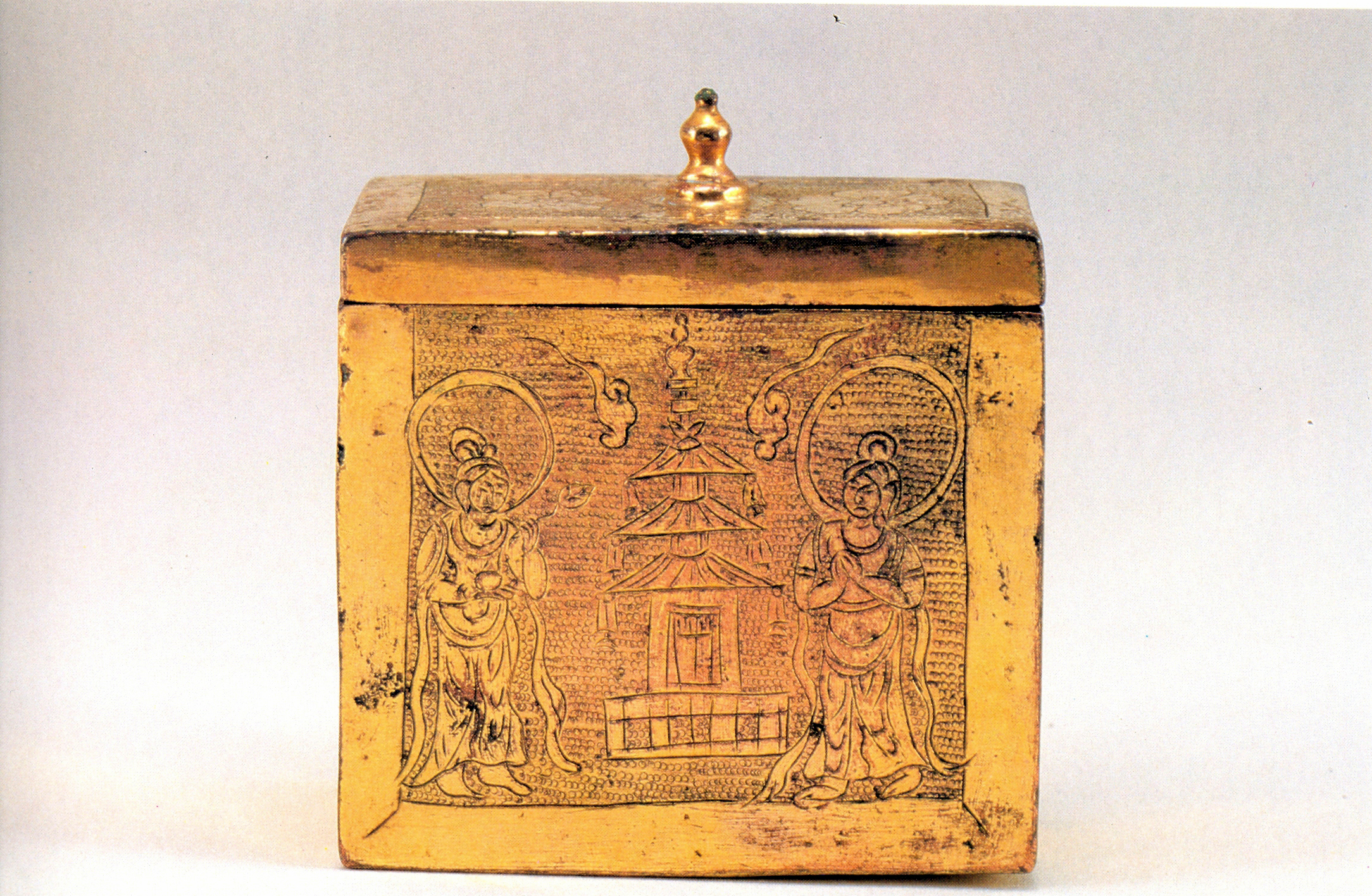
금동 방형사리합
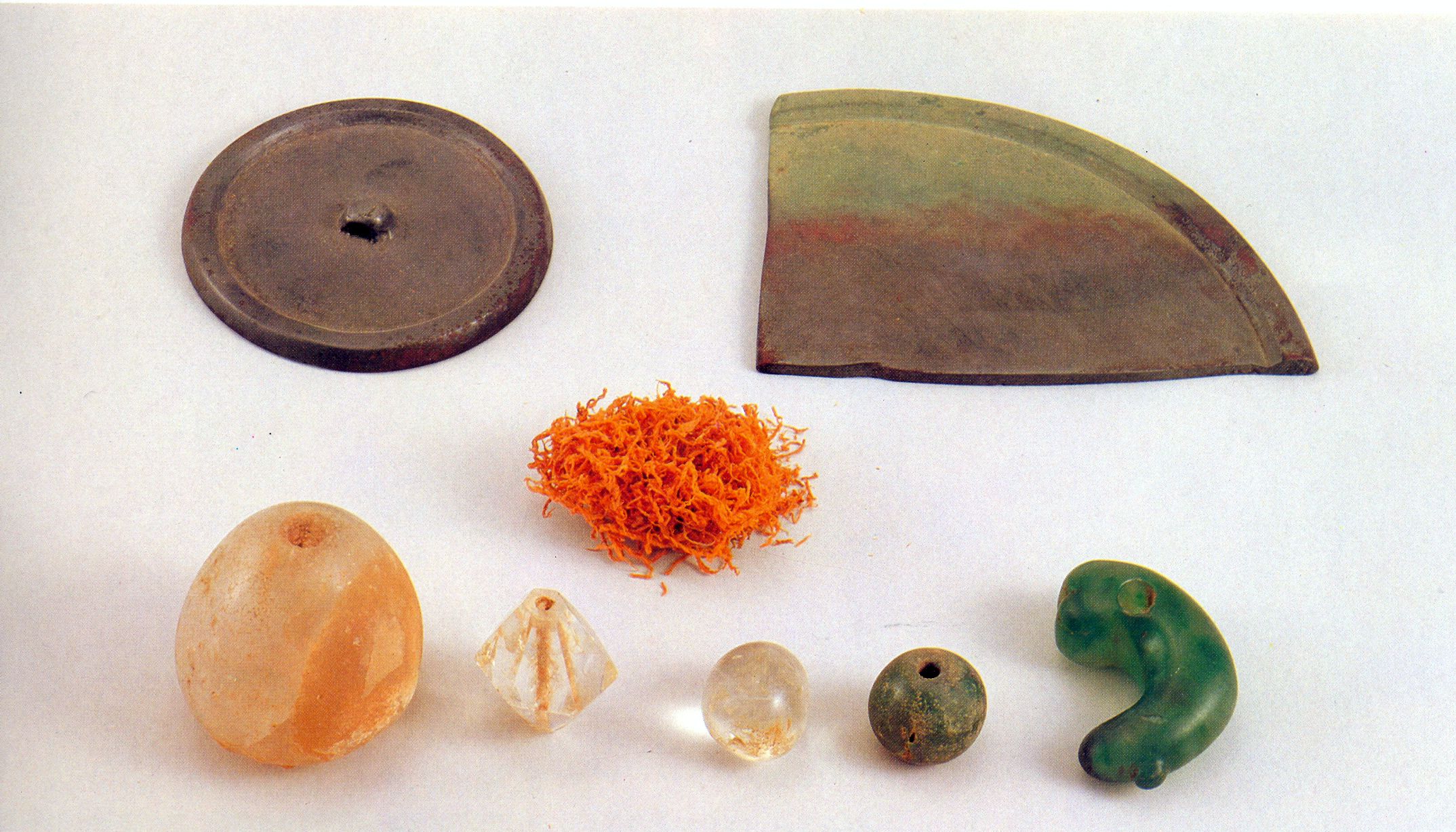
동경, 경옥제곡옥, 구슬, 향목
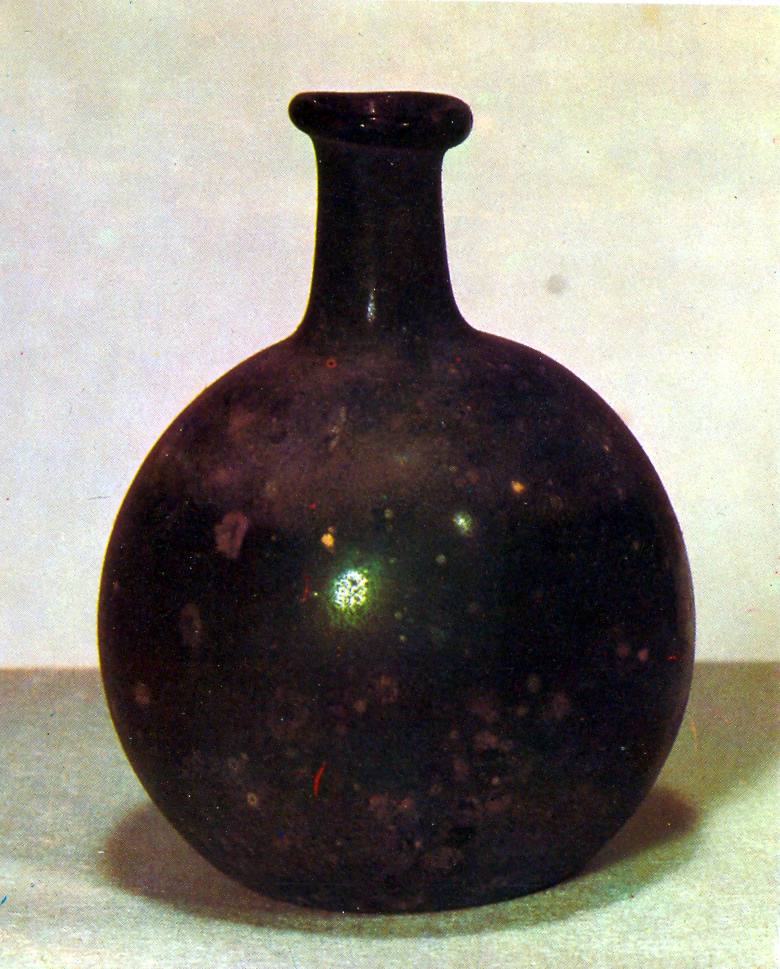
유리제 사리함
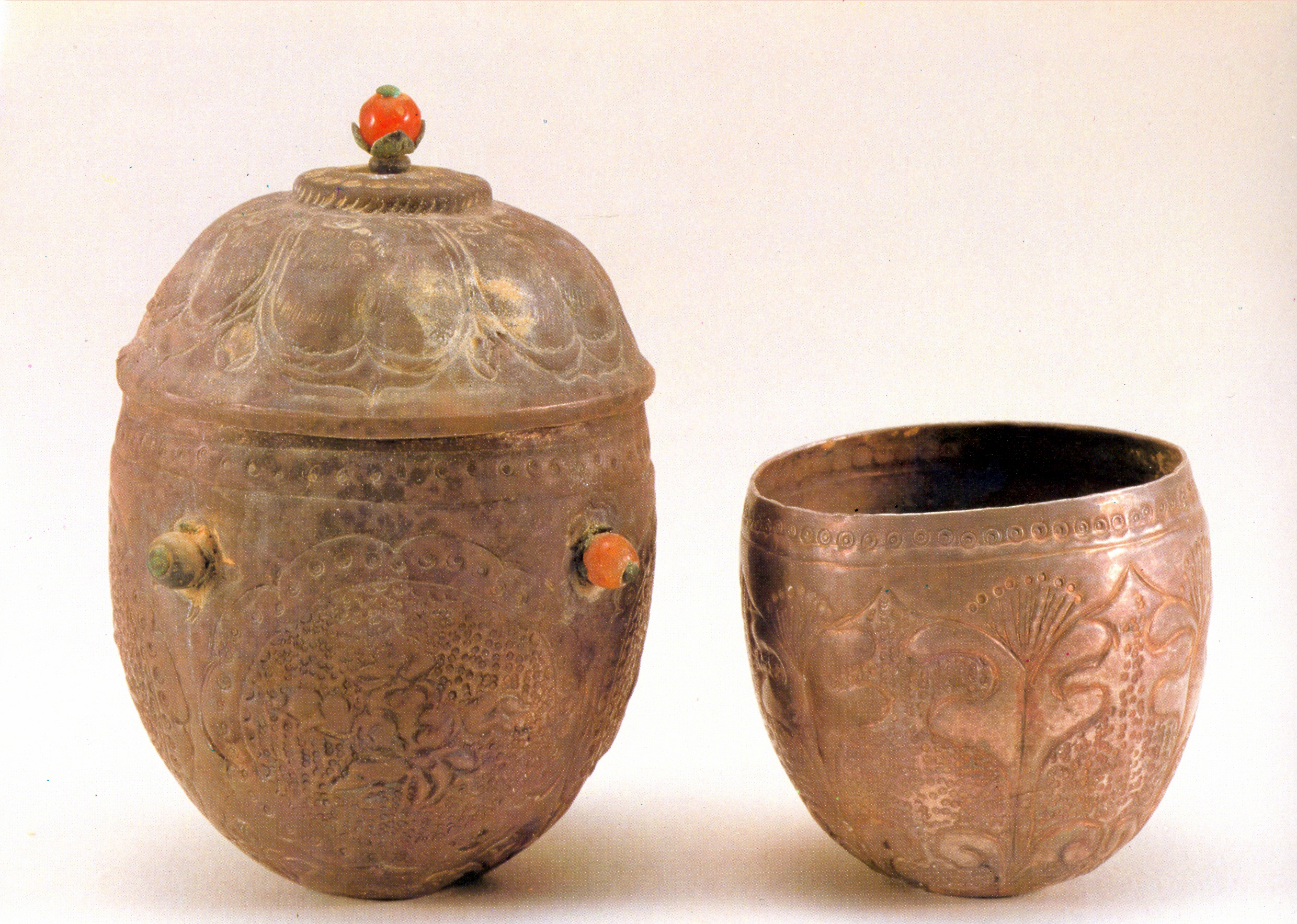
은제 사리내·외합

## 같이 보기
- 경주 불국사 삼층석탑 - 국보 제21호

## 참고 자료
- 경주 불국사 삼층석탑 사리장엄구 - 국가유산청 국가유산포털